# تیبتنگا-موسی
تیبتنگا-موسی شهری در شهرستان ناسره در استان بام در بورکینافاسوی شمالی است و جمعیت آن ۴۶۲ نفر است.